# Randonautica
Randonautica (фр. randonnée - рус. пеший туризм) — приложение, использующее квантовый и псевдослучайный ГСЧ для генерации случайных географических координат с целью их посещения. Пользователи приложения именуют себя рандонавтами (randonauts).

## История
В январе 2019 года в одном из чатов Telegram создатели Fatum project опубликовали теорию проекта. Ею заинтересовался Джошуа Ленгфельдер и согласился взять сервера Fatum bot под своей хостинг. Затем он придумал этому феномену название randonauting (рус. рандонавтинг, франц. randonnée) и создал Telegram чат, а 14 марта на платформе Reddit был создан сабреддит /randonauts.
22 февраля 2020 года одновременно с ботом было запущено приложение Randonautica.

## Принцип работы
Приложение использует аппаратный генератор случайных чисел , работающий на квантовых процессах. Затем, с помощью специальных алгоритмов в заданном радиусе приложение создаёт на карте случайную точку, которую пользователь должен посетить.
Рандонавтика создана на основе исследований Fatum project. В приложении есть две функции: поиск аномалий и слепых пятен.

Процесс генерации аттракторов и пустот (войдов)

Разработчики приложения заявляют, что якобы поиск аномалий основан на эффекте влияния сознания на материю. Согласно этой гипотезе, разум человека может создавать статистические отклонения в распределении квантовых случайных точек в виде областей: аттракторов и пустот (войдов). Рандонавты, которые посещают аттракторы и войды, неоднократно заявляли, что находили странные предметы или становились свидетелями странных событий, при этом они сообщали, что это было связано с намерением, на котором они концентрировались (мысленно) во время генерации точки.
По заявлениям разработчиков, приложение якобы даёт возможность найти пользователю так называемые «слепые пятна», которые представляют собой места, не замечаемые обычным человеком из-за шаблонов мышления, выстраивающих предсказуемый маршрут по типу: дом-работа-дом. Для этого приложение генерирует единичную случайную точку (квантовую или псевдослучайную), которая может указать человеку на «слепое пятно», так как генератор случайных чисел не подвержен влиянию шаблонов человеческого мышления и может указать в любое место, в заданном радиусе с равной вероятностью.
Создателей приложения вдохновила теория Хаоса, а также теория Дрейфа Ги Дебора и исследования проекта «Глобальное сознание».

## Критика
С самого начала выхода приложения в широкие массы, на видеохостинге YouTube появились опровергающие видео о якобы мистической природе приложения. Некоторые блогеры высказывали сомнения, что приложение действительно использует квантовый генератор случайных чисел, и что оно является обычной «пустышкой».
19 июня 2020 года в Сиэтле группа подростков нашла чемодан с трупом человека во время путешествия в случайную точку. Это вызвало внимание СМИ и большой интерес в сообществе TikTok и YouTube. После нахождения трупа появилась статья в The Cut. Этот случай также привлек внимание таких известных изданий как The New York Times, The Atlantic, Bustle, The Telegraph, после чего Рандонавтика стала ассоциироваться с ним, что породило ложное мнение о ней, из-за чего разработчики приложения создали статью, где они дали ответы на часто задаваемые вопросы.

## Рандонавтика в 2021 году
На платформе Reddit с 2019 года существует самое большое сообщество посвященное рандонавтике (около 150 тыс.), где они делятся друг с другом своими историями использования приложения. Также существуют несколько больших сообществ в Telegram и официальный сайт приложения.
Рандонавтика продолжает привлекать к себе внимание СМИ. Так, например, газета «Коммерсантъ», «Нож», «газета.ru» выпустили статьи о приложении.
Вскоре разработчики перестали поддерживать Fatum bot в Telegram, и на октябрь 2021 года бот не работает.